# 水戸黄門
水戸黄門（みとこうもん）とは、権中納言である江戸時代の水戸藩主・徳川光圀の別称かつ、徳川光圀が隠居して日本各地を漫遊して行なった世直し（勧善懲悪）を描いた創作物語の名称。かつては専ら『水戸黄門漫遊記』（みとこうもんまんゆうき）と呼ばれていた。
講談、歌舞伎、演劇、小説、映画、テレビドラマ、漫画、アニメ等において描かれている。
水戸黄門の人気や知名度は高く、水戸市で開かれる水戸黄門まつり、水戸黄門漫遊マラソンのような行事名などにも取り入れられている。

## 沿革

### 物語の背景
実在の水戸藩主である徳川光圀は、国史編纂（『大日本史』）の為に史局員の儒学者らを日本各地へ派遣して史料蒐集を行っているが、光圀自身は世子時代の鎌倉遊歴と、藩主時代の江戸と国元の往復や領内巡検をしている程度で、諸国を漫遊したという記録は一切確認されていない。作中では徒歩で移動しているが実際の光圀は馬などで移動していた。
光圀は同時代の伝記資料において名君と評され、庶民の間でも知名度は高かった。亡くなった時には「天が下 二つの宝つきはてぬ 佐渡の金山 水戸の黄門」という狂歌が流行った。水戸黄門漫遊譚の成立には、この様な名君としての評判や、幕末における水戸学の浸透が後の物語の形成に影響していると思われる。光圀の伝記資料としては、正伝である『義公行実』をはじめ『桃源遺事』『久夢日記』など様々なものがあり、宝暦年間にはこれらの伝記資料を基に実録小説である『水戸黄門仁徳録』が成立し、黄門漫遊譚の起源となっている。
また史実の光圀は、家臣の佐々十竹（佐々介三郎）らを各地へ派遣しており、彰考館総裁であった佐々と安積澹泊（あさかたんぱく、安積覚兵衛）の二人が、後の助さん・格さんのモデルと見られている。
当時の身分制社会では現在に残る風習以上に、諱は本人・直系尊属・本人が仕える君主のみが、プライベートないし畏まった特別の場面でのみ呼称できるものであった。目下の者が目上の者あるいは上位家系・上位職にある者などに対して諱を直言することを禁忌とし、呼称の際には、被呼称者が俗人の場合には官位・職制・居住地などを姓あるいは字と併用することが一般的であった。出家の場合には法名を用いたり、呼称者と被呼称者の格差が激しい場合には姓すらも直言をタブー視したりする風習が厳然と存在していた。このため、水戸黄門の名は、光圀が徳川御三家の一統である水戸藩の藩主であり、武家官位として権中納言を名乗っていたことから、「徳川光圀」と直言することを避けるために、藩名である「水戸」と、中納言の唐名である「黄門」をとって広く用いられていた別称である。

### 講談『水戸黄門漫遊記』
幕末になって、講談師（氏名は不明）がこれらの伝記や十返舎一九作の滑稽話『東海道中膝栗毛』などを参考にして『水戸黄門漫遊記』を創作したと考えられている。内容は、「天下の副将軍」こと光圀がお供の俳人を連れて諸国漫遊して世直しをするというもので、大変な人気作となった。江戸幕府（徳川幕府）の職制に副将軍職はないが、水戸徳川家には参勤交代がなく江戸定府であったことから、家臣の中には「いったん将軍にことあるときは、水戸家当主が代わって将軍職を務める」と思いこんで「副将軍」という者もいたという。この講談話の始まりについては、一橋慶喜を将軍職に就けるため、父である水戸斉昭が裏で動いて、水戸徳川家は「天下の副将軍」であるという話を世間に広めようとしたのだという説がある。
明治になると、大阪の講釈師玉田玉知がお供を俳人ではなく家臣の佐々木助三郎（介三郎、助さん）と渥美格之進（格さん、または厚見角之丞など）の二人とする話に膨らませて、さらに人気の題材となっていった。助・格は、『東海道中膝栗毛』が持つ「弥次・喜多」の魅力を取り入れたものと思われる。明治初期の黄門物の講談は東京と大阪では演じられる筋が大きく異なっていたが、助・格を従えた大阪式のものが主流になっていったという。
徳川幕府が衰退した幕末から維新後の明治、大正、昭和の第二次世界大戦前にかけて、江戸時代と比べ徳川氏への評価が著しく低下したにもかかわらず、黄門物がもてはやされた。この背景には、実在の光圀が天皇を敬ったり楠木正成を忠臣として称えたりして、『大日本史』編纂や水戸学が尊王論や天皇制・南朝正閏論に多大な影響を及ぼしていることと関連していると考えられる。幕末から戦前の黄門物の講談・小説などでは、湊川神社へ楠木正成の墓参に行くなどの尊王論的色彩が強かった。大戦後の映画やテレビドラマではそのような尊王色は払拭されていった。

### 時代劇の定番として
明治末期に日本でも映画製作が始まると、時代劇映画の定番として『水戸黄門漫遊記』ももてはやされ、戦前から戦後にかけて数十作が製作された。尾上松之助をはじめとして、山本嘉一、大河内傳次郎、市川右太衛門ら時代劇の大スターたちが黄門を演じている。黄門が老け役であることを嫌った大河内や市川のために、若侍との一人二役が設定された。
戦後は占領期の剣劇禁止を経た後に、東映が市川右太衛門に続いて月形龍之介を主演にシリーズ化。初期の月形黄門はB級作品であったが、好評のためオールスターキャストの大作が作られるようになり、題名も従来の『水戸黄門漫遊記』から単に『水戸黄門』が主流になっていった。月形シリーズでは、昭和34年（1959年）の『水戸黄門 天下の副将軍』が名高い。月形黄門の興行的成功により各社が競作したが、東映の月形作品には及ばなかった。

#### TBS版
テレビ時代になると、TBSがやはり月形を主演にブラザー劇場にてテレビドラマ化した。
さらに月形と同様に悪役が多かった東野英治郎を主演に起用したナショナル劇場（のちのパナソニック ドラマシアター、以下同じ）シリーズ『水戸黄門』は更なる人気を博し、黄門ほか数役の俳優を幾たびか変更しつつ長寿番組化。レギュラー番組としては2011年12月まで続いた。このナショナル劇場版では脚本家の宮川一郎の案により、ドラマの毎回の佳境で三つ葉葵の紋所（徳川氏の家紋）が描かれた印籠を見せて「この紋所が目に入らぬか！」と黄門の正体を明かすという筋書きがある。
作品中、光圀が越後のちりめん問屋（ちりめん問屋「越後屋」）の隠居・光右衛門と名乗る設定、助・格が印籠を悪人に見せるクライマックス、物語の冒頭で家老の中山備前・山野辺兵庫らが、出立しようとする光圀一行を諫めるシーン、さらには一行に護衛（密偵）の忍者（風車の弥七、霞のお新、かげろうお銀・疾風のお娟、柘植の飛猿など）が加わるなどは、主としてテレビドラマ『水戸黄門』での演出であり、先行作品を含めて他の水戸黄門物に必ずしも共通する設定とは限らない。
TBS版水戸黄門は2015年のスペシャル版以降、放送が無いが、2017年10月より、グループ局のBS-TBSで『水戸黄門』の新作が放送開始。制作会社・スタッフ等はTBS版と同じだが、黄門役が武田鉄矢になったのを始め、出演者は一新された。この武田版は2シリーズ（各10回、通算20回）で終了した。

## あらすじ・内容
時は元禄、「犬公方」こと五代将軍徳川綱吉の治世。隠居した光圀はお供の俳人を連れて、諸国漫遊を兼ねて藩政視察の世直しの旅に出る。悪政を行なう大名・代官などがいれば、光圀は自らの俳号「水隠梅里」を書き記すなどしてその正体をほのめかし、悪政を糾す。しかしながら光圀が正すのは局所々における役人の不正であり、時には身分制度の掟で結ばれない恋人同士に粋なはからいを示すことなどはあるが、実在の人物であることと、あくまで隠居の身であるため大々的に社会改革にまで踏み込もうとする展開はない。
お供は明治の講談以降、佐々木助三郎と渥美格之進の二人に定まった。
TBSのテレビドラマ版では世直し自体を目的として旅立つというよりはシーズンごとに陰謀やお家騒動といった主軸のストーリーがあり、その解決のため目的地に赴く途中出会った人々を成り行きで助けるサブストーリーが毎回展開される構成が定番化している。

## 映画化作品
| 作品                                                      | 公開       | 製作        | 黄門               |
| --------------------------------------------------------- | ---------- | ----------- | ------------------ |
| 水戸黄門記                                                | 1910年9月  | 横田商会    | 尾上松之助         |
| 水戸黄門記 第二篇                                         | 1910年     | 横田商会    | 尾上松之助         |
| 水戸黄門                                                  | 1912年2月  | Mパテー商会 |                    |
| 水戸黄門巡遊記                                            | 1912年5月  | 横田商会    | 尾上松之助         |
| 水戸黄門記                                                | 1915年6月  | 日活        | 尾上松之助         |
| 水戸黄門と小天狗茂吉                                      | 1915年11月 | 天活        | 尾上紋十郎         |
| 水戸黄門漫遊記の一国女                                    | 1917年6月  | 日活        | 尾上松之助         |
| 水戸黄門忍術破                                            | 1918年10月 | 天活        | 市川莚十郎         |
| 水戸黄門 前篇                                             | 1919年3月  | 日活        | 尾上松之助         |
| 水戸黄門 後篇                                             | 1919年3月  | 日活        | 尾上松之助         |
| 水戸黄門と拳骨太郎                                        | 1919年4月  | 天活        | 市川莚十郎         |
| 水戸黄門記 第三篇                                         | 1919年5月  | 日活        | 尾上松之助         |
| 水戸黄門と河童の金蔵                                      | 1919年8月  | 日活        | 尾上松之助         |
| 水戸黄門記 第四篇                                         | 1919年8月  | 日活        | 尾上松之助         |
| 水戸黄門最後の漫遊                                        | 1920年2月  | 国活        | 五代目澤村四郎五郎 |
| 水戸黄門無銭の漫遊                                        | 1921年3月  | 国活        | 五代目澤村四郎五郎 |
| 松山奇談 水戸黄門記                                       | 1921年6月  | 松竹キネマ  | 市川莚十郎         |
| 水戸黄門 第一篇                                           | 1921年10月 | 日活        | 尾上松之助         |
| 水戸黄門 第二篇                                           | 1921年     | 日活        | 尾上松之助         |
| 水戸黄門 第三篇                                           | 1921年     | 日活        | 尾上松之助         |
| 水戸黄門と小天狗茂吉                                      | 1922年1月  | 松竹キネマ  | 五代目澤村四郎五郎 |
| 水戸黄門                                                  | 1922年9月  | 帝国キネマ  | 嵐笑三             |
| 続水戸黄門記                                              | 1922年12月 | 帝国キネマ  | 嵐笑三             |
| 全国漫遊水戸黄門                                          | 1923年4月  | 松竹キネマ  | 五代目澤村四郎五郎 |
| 続々水戸黄門                                              | 1923年5月  | 帝国キネマ  | 嵐笑三             |
| 水戸黄門                                                  | 1923年6月  | マキノ映画  | 市川幡谷           |
| 水戸黄門                                                  | 1926年10月 | 日活        | 山本嘉一           |
| 続水戸黄門                                                | 1928年4月  | 日活        | 山本嘉一           |
| 水戸黄門 東海道篇                                         | 1929年2月  | マキノプロ  | 市川幡谷           |
| 後の水戸黄門                                              | 1929年5月  | マキノプロ  | 市川幡谷           |
| 水戸黄門 遍歴奇譚                                         | 1930年10月 | 帝国キネマ  | 松本泰輔           |
| 水戸黄門漫遊記 永楽徳太郎                                 | 1931年7月  | 松竹キネマ  | 関操               |
| 水戸黄門漫遊記 長次快心の巻                               | 1932年1月  | 右太プロ    | 實川童             |
| 水戸黄門                                                  | 1932年2月  | 河合映画    | 松林清三郎         |
| 水戸黄門                                                  | 1932年4月  | 日活        | 山本嘉一           |
| 水戸黄門 前篇                                             | 1934年5月  | 極東キネマ  | 松本泰輔           |
| 水戸黄門 後篇                                             | 1934年7月  | 極東キネマ  | 松本泰輔           |
| 水戸黄門 来国次の巻                                       | 1934年11月 | 日活        | 大河内傳次郎       |
| 水戸黄門 密書の巻                                         | 1935年1月  | 日活        | 大河内傳次郎       |
| 水戸黄門 血刃の巻                                         | 1935年4月  | 日活        | 大河内傳次郎       |
| 水戸黄門漫遊記                                            | 1937年2月  | 大都映画    | 久松玉城           |
| 水戸黄門漫遊記 九紋龍之巻                                 | 1937年6月  | 新興キネマ  | 松本泰輔           |
| 水戸黄門廻国記                                            | 1937年10月 | 日活        | 山本嘉一           |
| 水戸黄門漫遊記 東海道の巻                                 | 1938年8月  | 東宝        | 徳川夢声           |
| 水戸黄門漫遊記 日本晴れの巻                               | 1938年9月  | 東宝        | 徳川夢声           |
| 続水戸黄門廻国記                                          | 1938年10月 | 日活        | 山本嘉一           |
| 新篇水戸黄門                                              | 1939年11月 | 極東キネマ  | 雲井竜之助         |
| 続水戸黄門 前篇                                           | 1940年4月  | 極東キネマ  | 雲井竜之助         |
| 続水戸黄門 後篇                                           | 1940年4月  | 極東キネマ  | 雲井竜之助         |
| 水戸黄門                                                  | 1940年5月  | 松竹        | 藤野秀夫           |
| 水戸黄門                                                  | 1940年10月 | 大都映画    | 久松玉城           |
| 裁く水戸黄門                                              | 1941年9月  | 松竹        | 藤野秀夫           |
| 水戸黄門漫遊記 飛龍の剣                                   | 1951年8月  | 大映        | 大河内傳次郎       |
| 水戸黄門漫遊記 第一部 地獄の豪賊                          | 1952年2月  | 東映        | 市川右太衛門       |
| 水戸黄門漫遊記 第二部 伏魔殿の妖賊                        | 1952年3月  | 東映        | 市川右太衛門       |
| 水戸黄門漫遊記 天晴れ浮世道中                             | 1954年12月 | 松竹        | 花菱アチャコ       |
| 水戸黄門漫遊記 女郎蜘蛛の巻／妖血復讐鬼の巻／破邪義剣の巻 | 1954年2月  | 東映        | 月形龍之介         |
| 続水戸黄門漫遊記 副将軍初上り                             | 1954年4月  | 東映        | 月形龍之介         |
| 水戸黄門漫遊記 闘犬崎の逆襲                               | 1954年12月 | 東映        | 月形龍之介         |
| 水戸黄門漫遊記 地獄極楽大騒ぎ                             | 1954年8月  | 東映        | 月形龍之介         |
| 水戸黄門漫遊記 幽霊城の佝僂男                             | 1955年12月 | 東映        | 月形龍之介         |
| 水戸黄門漫遊記 火牛坂の悪鬼                               | 1955年5月  | 東映        | 月形龍之介         |
| 水戸黄門漫遊記 鳴門の妖鬼                                 | 1956年9月  | 東映        | 月形龍之介         |
| 水戸黄門漫遊記 怪猫乱舞                                   | 1956年7月  | 東映        | 月形龍之介         |
| 水戸黄門漫遊記 怪力類人猿                                 | 1956年3月  | 東映        | 月形龍之介         |
| 水戸黄門漫遊記 人喰い狒々                                 | 1956年8月  | 東映        | 月形龍之介         |
| 水戸黄門                                                  | 1957年8月  | 東映        | 月形龍之介         |
| 水戸黄門漫遊記                                            | 1958年12月 | 大映        | 二代目中村鴈治郎   |
| 天下の副将軍 水戸漫遊記                                   | 1958年4月  | 新東宝      | 古川緑波           |
| 水戸黄門漫遊記                                            | 1958年11月 | 松竹        | 四代目澤村國太郎   |
| 水戸黄門とあばれ姫                                        | 1959年12月 | 新東宝      | 坂東好太郎         |
| 爆笑水戸黄門漫遊記                                        | 1959年12月 | 東宝        | 徳川夢声           |
| 水戸黄門漫遊記 御用御用物語                               | 1959年7月  | 松竹        | 四代目澤村國太郎   |
| 水戸黄門 天下の副将軍                                     | 1959年7月  | 東映        | 月形龍之介         |
| 水戸黄門                                                  | 1960年8月  | 東映        | 月形龍之介         |
| 水戸黄門 天下の大騒動                                     | 1960年12月 | 第二東映    | 大河内傳次郎       |
| 水戸黄門漫遊記 怪魔八尺坊主                               | 1960年3月  | 第二東映    | 宇佐美淳也         |
| 水戸黄門 助さん格さん大暴れ                               | 1961年7月  | 東映        | 月形龍之介         |
| 水戸黄門海を渡る                                          | 1961年7月  | 大映        | 長谷川一夫         |
| 水戸黄門漫遊記                                            | 1969年11月 | 東宝        | 森繁久彌           |
| 水戸黄門                                                  | 1978年12月 | 東映        | 東野英治郎         |

## テレビ化作品
ナショナル劇場 / パナソニック ドラマシアターの『水戸黄門』は主演（黄門役）ごとに分けて表記する。
| 番組名                                                             | 放送期間                        | 話数 | 制作局          | 主演（黄門役）     |
| ------------------------------------------------------------------ | ------------------------------- | ---- | --------------- | ------------------ |
| エノケンの水戸黄門漫遊記                                           | 1954年6月15日 - 1954年12月27日  |      | 日本テレビ      | 榎本健一           |
| 水戸黄門漫遊記                                                     | 1957年3月5日 - 1957年10月29日   | 33   | TBS             | 十朱久雄           |
| 新説 水戸黄門                                                      | 1960年2月25日 - 1960年8月25日   |      | フジテレビ      | 花柳寛             |
| 水戸黄門漫遊記                                                     | 1960年4月7日 - 1960年12月29日   |      | 日本テレビ      | 三代目市川左團次   |
| ロッパの水戸黄門                                                   | 1960年11月4日 - 1961年1月27日   | 13   | 毎日放送        | 古川緑波           |
| 講談浪曲ドラマ 水戸黄門                                            | 1961年10月7日 - 1961年10月21日  | 3    | NHK             | 徳川夢声           |
| ブラザー劇場 水戸黄門                                              | 1964年11月2日 - 1965年12月27日  | 61   | TBS             | 月形龍之介         |
| ナショナル劇場 水戸黄門（第1-13部）                                | 1969年8月4日 - 1983年4月11日    | 381  | TBS             | 東野英治郎         |
| 爆笑水戸黄門 / 爆笑世直し道中                                      | 1976年                          |      | 関西テレビ      | 四代目林家小染     |
| ナショナル劇場 水戸黄門（第14-21部）                               | 1983年10月31日 - 1992年11月9日  | 283  | TBS             | 西村晃             |
| 天下の副将軍水戸光圀 徳川御三家の激闘                              | 1992年1月2日                    | 単発 | テレビ東京      | 十二代目市川團十郎 |
| ナショナル劇場 水戸黄門（第22-28部）                               | 1993年5月17日 - 2000年11月20日  | 246  | TBS             | 佐野浅夫           |
| ナショナル劇場 水戸黄門（第29-30部）                               | 2001年4月2日 - 2002年7月1日     | 50   | TBS             | 石坂浩二           |
| ナショナル劇場 / パナソニック ドラマシアター 水戸黄門（第31-43部） | 2002年10月14日 - 2011年12月19日 | 267  | TBS → TBSテレビ | 里見浩太朗         |
| 爆笑! ふたりの水戸黄門                                             | 2003年12月30日                  | 単発 | 読売テレビ      | 間寛平             |
| 水戸黄門（BS-TBS版）                                               | 2017年10月4日 - 2017年12月6日   | 10   | BS-TBS          | 武田鉄矢           |
| 水戸黄門（BS-TBS版）                                               | 2019年5月19日 - 2019年8月11日   | 10   | BS-TBS          | 武田鉄矢           |

### 番外編
| 番組名                                  | 放送期間                     | 話数 | 制作局     | 主演（黄門役） |
| --------------------------------------- | ---------------------------- | ---- | ---------- | -------------- |
| まんが 水戸黄門                         | 1981年9月3日 - 1982年7月15日 | 46   | テレビ東京 | 杉田俊也（声） |
| 日本史サスペンス劇場 水戸黄門ミステリー | 2009年2月18日                | 単発 | 日本テレビ | 加藤茶         |

### その他
- ハッスル黄門 - 水戸黄門をモデルにしたマスコット
- みとちゃん - 水戸黄門をモチーフとしたマスコットキャラクター
- 福田赳夫 - 自称「昭和の黄門」
- 渡部恒三 - あだ名が「水戸黄門」
- 西村晃 (経済評論家) - NHKのアナウンサー時代、あだ名が「NHKの水戸黄門」であった。
- 境勝太郎 - 「美浦黄門」の異名を取った元JRA調教師
- 鈴木保巳 - 「競輪界の黄門」という異名を取った元競輪評論家
- 取手競輪場 - 開設記念の名称が「水戸黄門賞」
- 水戸証券 - テレビCMでアニメのキャラクターとして起用
- 東海道中膝栗毛

歌謡曲
- 水戸黄門旅日記（三波春夫）
- ああ人生に涙あり TBS系時代劇 水戸黄門 主題歌

ゲーム
- 水戸黄門 (ゲーム)
- CRぱちんこ水戸黄門
- CRぱちんこ水戸黄門III
- CRA羽根ぱちんこ水戸黄門
- CR黄門ちゃま2

### 水戸黄門漫遊記を下敷きにした作品
『水戸黄門漫遊記』からヒントを得た作品に、次などがある。
TVアニメ
- まんが 水戸黄門 - ストーリー展開はドラマ版と同様だが、時代劇とは思えぬアップテンポの主題歌や「流星十文字斬り」や「葵三ツ葉返し」などの必殺技を持つ助さんと「力だすき」で百人力になる格さん、印籠を出すシーンの派手な演出など、奇抜な作風が特徴となっている。
- あんみつ姫(アニメ) - 6話の「黄門様がやって来た!!」で、水戸光圀、佐々木助三郎、渥美格之進が登場する。
- 宇宙海賊ミトの大冒険 - SFコメディアニメ。
- 最強ロボ ダイオージャ - 巨大ロボットアニメ。
- NG騎士ラムネ&40 - 破壊戦士（ロボット）「ゴールドスケザーン」「ゴールドカクザーン」が登場。
  - VS騎士ラムネ&40炎 - ミト、スケ、カクが3代目ラムネのレギュラー仲間に登場。

- ケロロ軍曹 - 劇中に『水戸悶々』という時代劇が登場。

TVドラマ
- 暴れん坊将軍
暴れん坊将軍VI 第16話「俺は天下の偽将軍」 - 水戸黄門漫遊記や三つ葉葵の印籠が登場。
暴れん坊将軍VIII 第10話「陰謀に巻きこまれた黄門様!?」 - 徳川綱條が父・光圀にあやかり、市中に出て悪を懲らそうとする。
- 葵 徳川三代 - 解説役の狂言回しとして光圀が登場する。基本的には江戸屋敷に居り、史実を語る『大日本史』編纂者として助手役の佐々介三郎、安積覚兵衛とともに登場するが、最終回において「世間の期待に背くは必ずしも本意ならず」と述べ、水戸黄門の姿に扮して物語の幕が閉じる。
- あんみつ姫 - ちょこちょこっと登場する。
- 不思議少女ナイルなトトメス - 第27話「ティナのテスト勉強」でタイムスリップし、水戸光圀、佐々木助三郎、渥美格之進らが登場。

コミック
- 水戸黄門になった男 影侍 - さいとう・たかをによる漫画作品。光圀の命を受けた浪人が「格さん」を連れて諸国を旅して悪人を斬るというストーリー。なお、もともとは「傀儡」というタイトルであった。
- 黄門さま〜助さんの憂鬱〜 - 徳弘正也による漫画作品。
- 黄門★じごく変 - 中津賢也による漫画作品。事故死して地獄へ落ちた老教師とその生徒2人が、阿弥陀如来の命で三千世界の秩序を乱す閻魔大王を退治に行くというストーリー。
- いおの様ファナティクス - 藤枝雅による百合漫画。

小説
- 逆水戸 - 町田康によるパロディ小説。
- 黄土の夢 - 中嶌正英（原案：田中芳樹）
- 水戸黄門 天下の副編集長 - 月村了衛

落語
- 雁風呂

ゲーム
- 天下のご意見番 水戸黄門
- 暴れん坊プリンセス -『暴れん坊将軍』を下敷きにしているが、登場人物の相関性についてはむしろ『水戸黄門』を髣髴させる面が強い。
- 悪代官 (ゲーム)
- 黄門ちゃま (パチンコ)
- 龍が如く4 - 秋山駿にミレニアムタワー地下から助川、格田が登場。
- 天外魔境 ZIRIA

食品
- ビックリマン - 第1弾のシールに黄門天神（天使）、助格さん（お守り）、代官魔（悪魔）での三形成が登場。